# Kern Peak
Kern Peak je hora v pohoří Sierra Nevada, na východě Tulare County, na jihu Střední Kalifornie.
Kern Peak tvoří s nadmořskou výškou 3 508 metrů jednu z dominantních hor nejjižnější části Sierry Nevady. Náleží mezi třicet nejvyšších hor Kalifornie s prominencí vyšší než 500 metrů. Leží v chráněné oblasti Golden Trout Wilderness, v národním lese Inyo National Forest, přibližně deset kilometrů od jihovýchodní hranice Národního parku Sequoia. 15 kilometrů jihovýchodně od hory se nachází nejvyšší vrchol nejjižnější části Sierry Olancha Peak.
Hora je pojmenovaná podle Edwarda M. Kerna, amerického topografa a umělce, který tuto oblast zkoumal v polovině 19. století.